# Seminario de Pedagogía
El Seminario de Pedagogía del Colegio de Doctores y Licenciados del Distrito Universitario de Valencia fue un movimiento renovador de la enseñanza que existió en la actual Comunidad Valenciana (España) entre 1966 y 1978 (esto es, los últimos años del franquismo y primeros de la Transición). Formado fundamentalmente por profesionales de la enseñanza, también formaron parte miembros de otras profesiones, como por ejemplo, de la medicina). El movimiento perseguía renovar la práctica pedagógica después de varias décadas de sistema educativo franquista, proponiendo una vía alternativa más democrática a la educación. Los miembros del Seminario llevaron a cabo su labor de forma altruista con el objetivo de introducir en España la pedagogía moderna.
El Seminario de Pedagogía planteó un cambio radical en la consideración del alumnado, alejándose del modelo imperante, autoritario, adoctrinador y basado en la disciplina. Por el contrario, trataba de conseguir una participación activa de los alumnos, fomentando la libertad de expresión, así como la gestión democrática en el aula. Se ponía el trabajo realizado en el aula por el alumno como elemento decisivo para su valoración, en lugar de la capacidad innata. El alumnado pasó a ser considerado como un ser en desarrollo, de modo que consideraba que no podía ni debían ser juzgados de forma tajante y definitiva.

## Historia
El Seminario de Pedagogía surgió a mediados de la década de 1960 algunos profesionales de la enseñanza valencianos se replantearon la forma de llevar a cabo la enseñanza que se realizaba en las aulas en esa época. Sus principios, la clase activa y la Educación Nueva, los situaban como los herederos de las nuevas tradiciones pedagógicas que se desarrollaron en España entre finales del siglo XIX y el final de la Guerra Civil, entre las que cabe destacar la renovación pedagógica, la reforma de la escuela promovida por la Institución Libre de Enseñanza, la Escuela Moderna y las corrientes socialistas. El fin de la guerra y el establecimiento de la dictadura franquista supusieron un giro total con respecto al modelo republicano anterior, promoviendo una vuelta a las tradiciones pedagógicas basadas en el autoritarismo y la disciplina. Estos principios no solo afectaban al alumnado, sino y sobre todo a la labor del profesorado, de modo que toda la enseñanza era considerada como un instrumento de adoctrinamiento basado en la defensa del concepto de Patria, antilaicismo y segregación por clase social y sexo.
Hacia 1967 surgió una generación de licenciados y licenciadas que habían acabado sus estudios en una universidad, la de Valencia, más crítica y más beligerante con la dictadura y su sistema educativo. Los miembros más renovadores se plantearon la posibilidad de acceder a la Junta de Gobierno del Colegio de Doctores y Licenciados del Distrito Universitario de Valencia con la finalidad de promover la introducción de nuevas pautas pedagógicas en las aulas, así como defender a los profesionales de la enseñanza que se enfrentaban a una nueva etapa de cambios en el mundo de la educación (sobre todo a partir de la aprobación en 1970 de la nueva Ley General de Educación -LGE-). Este movimiento renovador pretendía cambiar no solo los métodos pedagógicos sino también el papel de la escuela y de la educación en el proceso de transición democrática que se avecinaba en España.
Dentro de los movimientos de renovación pedagógica en España, durante los últimos años del franquismo, los Colegios de Licenciados tuvieron una presencia social y política fundamental. En ellos se gestaron muchos proyectos que luchaban por conseguir un sistema educativo democrático en una sociedad que también lo fuera. De esta forma, colegios, institutos e universidades entraron a formar parte del proceso dinamizador del debate y de las críticas a la nueva LGE del año 1970, que se tradujeron en ciertas modificaciones en la Ley de Colegios Profesionales de 1974 que en su artículo 47 estableció que sería atribución del Consejo Nacional de Colegios la promoción de «la mejor preparación científica y pedagógica de los colegiados». De este modo, estos organismos profesionales fueron el origen de algunas singulares y fructíferas iniciativas de renovación pedagógica, como el Seminario de Pedagogía, a las que ofrecieron una cobertura legal, unos medios y un respaldo institucional, sin los cuales no hubieran podido llevarse a cabo. Dentro de los movimientos que, dentro del sector de la enseñanza, se opusieron a la LGE y propusieron alternativas para la democratización de la enseñanza, el Seminario valenciano publicó en mayo de 1975 Una Alternativa para la educación en Valencia, publicada después como libro Por una Reforma Democrática de la Enseñanza.
Durante el curso 1966/67 el Seminario de Pedagogía de Valencia fracasó en un primer intento de crear grupos de trabajo en torno a asignaturas concretas. Pero tras este revés surgió un equipo cohesionado que estudió y discutió los problemas generales de la enseñanza. Partiendo del debate inicial en torno a una «reforma global de la enseñanza» y el estudio del plan Langevin-Wallon francés, asumieron los principios de la pedagogía activa, relacionados con los grupos de renovación pedagógica franceses, como los vertebrados en torno a Cahiers pédagogiques, el CRAP (Cercle de recherche et d'action pédagogiques), los GEMAE (Groupe d'étude pour les Méthodes Actives dans l'enseignement) y los CEMÉA (Centres d'entraînement aux méthodes d'éducation active), con los que colaboraron.«El Seminari de Pedagogia del Col.legi Oficial de Doctors i Llicenciats de València: la lluita per la democratització de l'educació i la utopia pedagògica, 1966-1976», Lázaro Lorente, L. M. (2004). Educació i Història 7, págs.294-330.</ref>
Desde principios de la década de 1970, editaron una publicación periódica, el Boletín del Seminario de Pedagogía del Colegio de Doctores y Licenciados de Valencia.

## Principios
Los principios del Seminario de Pedagogía pueden resumirse en:
1. Progresar en la formación pedagógica del profesorado a través de la investigación colectiva y permanente, mediante el estudio de la realidad de lo que es la escuela y el medio en el que se encuentra situada.
2. Considerar que todas las personas nacen (salvo si nacen con algún problema) con las mismas posibilidades de desarrollo, siendo el medio social el que da origen a las desigualdades escolares.
3. Creer que la educación es un proceso unitario y global que se cimenta en el trabajo colectivo, con el objetivo de capacitar al escolar para realizarse íntegramente.
4. Favorecer la gestión democrática en el aula, como medio de educar en democracia al conjunto de la sociedad.
5. Relegar cualquier pedagogía que reduzca al profesorado a meros ejecutores de programas y técnicas elaboradas sin su participación.
6. La labor del profesorado supone el compromiso de aplicar estos principios básicos de renovación pedagógica, difundirlos y contagiar al resto del profesorado en la tarea de la innovación pedagógica.

## Reconocimientos
En diciembre de 2012, en la Sala de la Muralla del Colegio Mayor Rector Peset, la Fundación de Estudios e Iniciativas Sociolaborales de CCOO del País Valencià, en colaboración con el Vicerrectorado de Cultura e Igualdad de la Universidad de Valencia, junto con el Colegio Mayor Rector Peset y el Ministerio de la Presidencia, inauguró una exposición titulada: “Antifranquismo y Renovación Pedagógica. El Seminario de Pedagogía del Colegio de Doctores y Licenciados del Distrito Universitario de Valencia (1966-1978)”.